# Mount Thyestes
Mount Thyestes är ett berg i Kanada.   Det ligger i provinsen British Columbia, i den sydvästra delen av landet, 3 500 km väster om huvudstaden Ottawa. Toppen på Mount Thyestes är 1 211 meter över havet.
Terrängen runt Mount Thyestes är bergig västerut, men österut är den kuperad. Närmaste större samhälle är Squamish, 7,2 km sydost om Mount Thyestes. 
Runt Mount Thyestes är det mycket glesbefolkat, med 6 invånare per kvadratkilometer.